# NAVI
NAVI también conocido como NAVIBAND; es un dúo musical independiente bielorruso, de género pop, indie pop y folk rock. Sus principales componentes son Arciom Lukjanienka, vocalista y guitarrista y Ksienija Žuk, vocalista y teclista.
Actualmente han sido elegidos con la canción "Historyja majho žyccia", para representar a Bielorrusia en el Festival de la Canción de Eurovisión 2017 en la ciudad de Kiev (Ucrania) siendo la primera canción presentada en el festival en el idioma bielorruso.

## Historia
El dúo NAVI se formó en 2013, en la capital bielorrusa, por sus dos componentes principales: Arciom Lukjanienka, que es vocalista y toca la guitarra, y Ksienija Žuk, que también es vocalista y se encarga de tocar el teclado. Este dúo también está compuesto por sus miembros en el estudio, que son Uladzislaŭ Čaščavik (bajo), Uladzimir Biehier (batería) y Aliaksandr Taboĺski (producción).
Una vez fundado se definieron por los géneros musicales pop, indie pop y folk rock, y todas sus canciones se llevan a cabo en bielorruso.
Ya en el 2014, lanzaron el que fue su primer álbum debut titulado Lovi y posteriormente, Soncam sahretyja.
En 2016 fueron anunciados como participantes en la selección nacional bielorrusa para elegir al representante del Festival de la Canción de Eurovisión de 2016. Eurofest 2016, con la canción «Heta ziamlia». Terminaron en cuarto lugar y ganó el cantante Aleksandr Ivanov con «Help you fly».
En 2017 volvieron a presentarse como participantes del Eurofest, con la canción «Historyja majho žyccia» y lograron la victoria, lo que les llevará a ser los nuevos representantes de Bielorrusia en el Festival de la Canción de Eurovisión 2017, posicionándose 17 en la final, que se celebró en Kiev, Ucrania.
En 2017, también sacaron su tercer álbum Illuminatsiya.
El 1 de mayo de 2018 se convirtieron en padres de su primer hijo.

## Integrantes
- Arciom Lukjanienka – voz, guitarra – nacido el 13 de agosto de 1992
- Ksienija Žuk – voz, teclados – nacida el 21 de diciembre de 1991
- Aliaksandr Taboĺski – producción, guitarra eléctrica
- Uladzislaŭ Čaščavik – bajo
- Uladzimir Biehier – batería

## Discografía

### Álbumes de estudio
| Título           | Detalles |
| ---------------- | --- |
| Lovi             | - Lanzamiento: 15 de enero de 2014 - Discográfica: MediaCube Music - Formatos: Descarga digital, Disco compacto     |
| Soncam sahretyja | - Lanzamiento: 15 de diciembre de 2014 - Discográfica: MediaCube Music - Formatos: Descarga digital, Disco compacto |
| Iliuminacyja     | - Lanzamiento: 20 de enero de 2017 - Discográfica: MediaCube Music - Formatos: Descarga digital, Disco compacto     |
| Adnoj darohaj    | - Lanzamiento: 8 de diciembre de 2017 - Discográfica: MediaCube Music - Formatos: Descarga digital, Disco compacto  |
| NaviBand         | - Lanzamiento: 5 de diciembre de 2019 - Discográfica: MediaCube Music - Formatos: Descarga digital, Disco compacto  |

### Álbumes en vivo
- Live from Minsk 14.02.2016 (2016)

### Sencillos
- "Abdymi myane" (2013)
- "Heta ziamlia" (2015)
- "Kolybelnaya" (2016)
- "Historyja majho žyccia" (2017)
- "Biažy" (2017)
- "A dzie žyvieš ty?" (2017)